# Xenospingus concolor
El yal picofino, fringilo apizarrado (en Perú), pizarrita (en Chile) o semillerito azul (Xenospingus concolor) es una especie de ave paseriforme de la familia Thraupidae, el único miembro del género Xenospingus. Tradicionalmente se clasificaba en la familia Emberizidae. Es nativo del litoral pacífico centro occidental de América del Sur.

## Distribución y hábitat
Se distribuye de forma fragmentada desde el suroeste de Perú, desde el sur de Lima (río Rímac) hacia el sur hasta Tacna, y en el norte de Chile al sur hasta el norte de Antofagasta (río Loa).
Esta especie es considerada poco común y local en sus hábitats naturales: los valles desérticos donde prefiere áreas arbustivas riparias densas adyacentes a áreas más abiertas y parches de pastizales; está ausente de valles donde los árboles nativos y los matorrales han sido completamente eliminados. En la mayoría de las áreas entre el nivel del mar y los 500 m de altitud, pero en la porción sur llega hasta los 2500 m.

## Estado de conservación
El yal picofino ha sido calificado como casi amenazado por la Unión Internacional para la Conservación de la Naturaleza (IUCN) debido a su población moderadamente baja, todavía no cuantificada, y a su zona de distribución, donde la fragmentación de su hábitat se ha exacerbado por la actividad humana (ocurre solamente en 15 valles ribereños). La situación debe ser cuidadosamente monitorada, especialmente en Perú, donde el aumento de la pérdida de hábitat podría resultar en una rápida deterioración del estado de conservación.

## Descripción
Mide 15 cm de longitud. Es un pájaro esbelto y de patas relativamente largas. El pico, largo y fino, es de color amarillo brillante. Las patas son amarillo-anaranjado. Prácticamente todo de color gris azulado, ligeramente más pálido por abajo y con el área loral negra. No presenta dimorfismo sexual. Los inmaduros son más pardos por arriba, con unas barras alares vagamente beige y con el pecho estriado parduzco.

## Comportamiento
Generalmente encontrado en parejas, tendiendo a permanecer escondido en el follaje, se aventura más en el abierto por la mañana temprano. Se alimenta principalmente de insectos. A menudo mantiene la cola ligeramente erguida.

### Reproducción
La nidificación ocurre entre diciembre y junio en el sur de Perú. La pareja está presente durante la construcción del nido, pero aparentemente solo la hembra lo construye. El nido es una masa esférica de 11 a 13 cm de diámetro, hecho con ramillas entrelazadas, colocado a 1,5 a 2 m de altura en una horquilla en la vegetación riparia.

### Vocalización
El canto, espirituoso pero hesitante, es una serie variable de notas claras, por ejemplo «chit-uiiyt-chit, chi? ts-ts-tsiu-, chit-uiiyt-chit».

## Sistemática

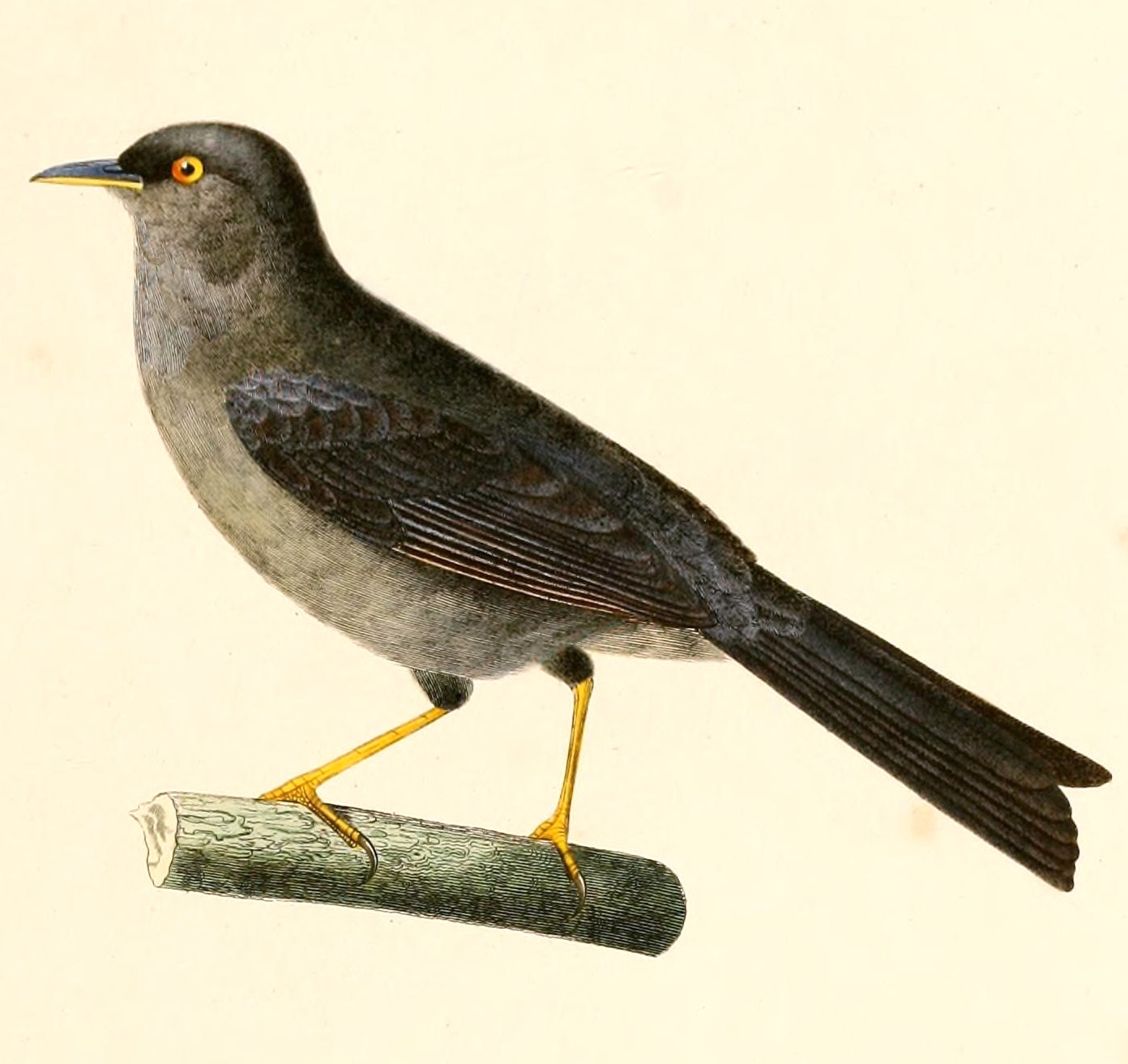
Sylvia concolor = Xenospingus concolor, ilustración en d'Orbigny Voyage dans l'Amérique méridionale, 1847.

### Descripción original
La especie X. concolor fue descrita por primera vez por los ornitólogos franceses Alcide d'Orbigny y Frédéric de Lafresnaye en 1837 bajo el nombre científico Sylvia concolor; su localidad tipo es: «Arica, Chile».
El género Xenospingus fue propuesto por el ornitólogo alemán Jean Cabanis en el año 1867.

### Etimología
El nombre genérico femenino Xenospingus se compone de las palabras del griego «xenos»: extraño, diferente, y «σπιγγος spingos» que es el nombre común del ‘pinzón vulgar’; y el nombre de la especie «concolor» deriva del latín y significa «uniforme, liso, del mismo color».

### Taxonomía
Es monotípica.
Tradicionalmente colocado en la familia Emberizidae, el género Xenospingus fue transferido para Thraupidae con base en diversos estudios genéticos, citando Burns et al. 2002, 2003; Klicka et al. 2007 y Campagna et al. 2011. La Propuesta N° 512 al Comité de Clasificación de Sudamérica (SACC) de noviembre de 2011, aprobó la transferencia de diversos géneros (entre los cuales Xenospingus) de Emberizidae para Thraupidae.
Los datos presentados por los amplios estudios filogenéticos recientes comprobaron que la presente especie es hermana de Piezorina cinerea, y el par formado por ambas es basal a una gran subfamilia Poospizinae.